# Çömlekakpınar, Lalapaşa
Çömlekakpınar là một xã thuộc huyện Lalapaşa, tỉnh Edirne, Thổ Nhĩ Kỳ. Dân số thời điểm năm 2011 là 617 người.